# Syngonium yurimaguense
Syngonium yurimaguense är en kallaväxtart som beskrevs av Adolf Engler. Syngonium yurimaguense ingår i släktet Syngonium och familjen kallaväxter. Inga underarter finns listade.